# San Leonardo (Italia)
San Leonardo es una localidad y comune italiana de la provincia de Udine, región de Friuli-Venecia Julia, con 1.169 habitantes.

## Referencias

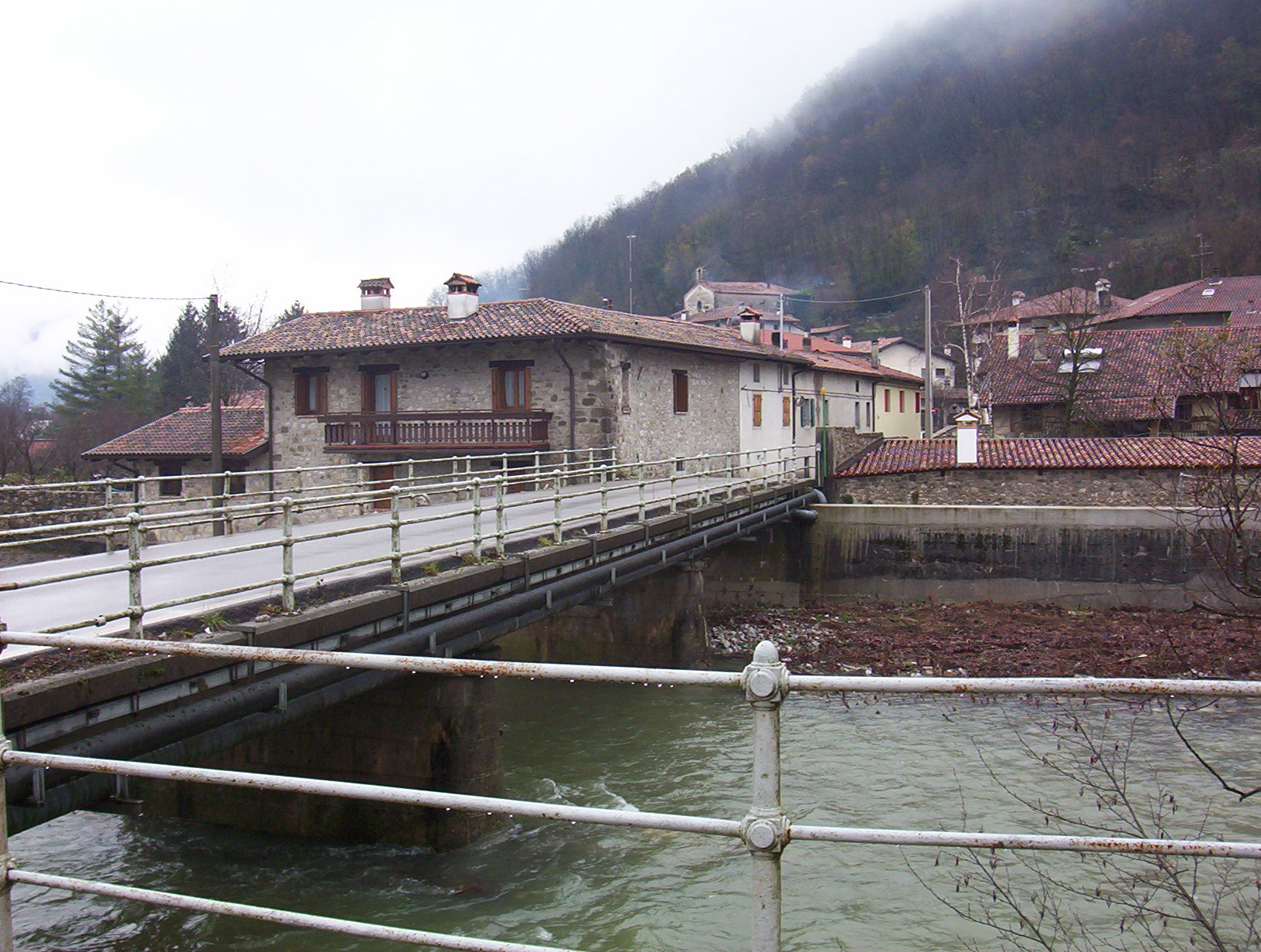
Scrutto:el puente sobre el río Cosizza

## Evolución demográfica
| Gráfica de evolución demográfica de San Leonardo entre 1861 y 2001 |
|                                                                    |
| Fuente ISTAT - elaboración gráfica de Wikipedia                    |